# مرکوری رکوردز
مرکوری رکوردز (انگلیسی: Mercury Records) یک ناشر موسیقی آمریکایی متعلق به گروه موسیقی یونیورسال است که از سال ۱۹۴۵ آغاز به کار کرد.